# Shakespeare (linguaggio di programmazione)
Shakespeare (a volte indicato anche come SPL, sigla di Shakespeare Programming Language) è un linguaggio di programmazione esoterico ideato da Jon Åslund e Karl Hasselström. Come il linguaggio di programmazione Chef, è progettato in modo che i programmi sembrino essere qualcosa di diverso da programmi: in questo caso, drammi shakespeariani.
Una lista di "personaggi" all'inizio del programma dichiara una serie di pile, naturalmente con nomi come "Romeo" e "Giulietta". Questi personaggi entrano in dialogo l'uno con l'altro, manipolando reciprocamente i valori più alti, inserendoli ed estraendoli, e facendo operazioni di input/output. I personaggi possono anche porsi delle domande a vicenda, che fungono da istruzioni condizionali. Nell'insieme, il modello di programmazione è molto simile al linguaggio assembly, ma molto più ridondante.